# Volaris El Salvador
Vuela El Salvador S.A. de C.V. operando como Volaris, es una aerolínea de bajo costo de México, su sede se encuentra en Ciudad de México. Es subsidiaria de la aerolínea mexicana Volaris.

## Historia
La aerolínea tuvo su primer vuelo de certificación el 20 de agosto de 2019, entre las ciudades de San Salvador, Ciudad de Guatemala y Guadalajara, todos los vuelos de la aerolínea se habían suspendido debido a las regulaciones salvadoreñas con respecto a la continua pandemia de COVID-19. Actualmente para el mes de septiembre de 2021 inició sus operaciones conectando el Aeropuerto Internacional de El Salvador con el Aeropuerto Internacional de la Ciudad de México y a inicios de octubre con el Aeropuerto Internacional de Cancún y a finales con el Aeropuerto Internacional Ramón Villeda Morales de San Pedro Sula, Honduras.

## Destinos
Volaris El Salvador tiene como centro de operaciones al Aeropuerto Internacional de El Salvador, ubicado en el Departamento de La Paz desde donde vuela a los siguientes destinos:
| Países                        | Destinos                                           | Aeropuertos                                     | Notas                 | Ref          |
| Norteamérica                  | Norteamérica                                       | Norteamérica                                    | Norteamérica          | Norteamérica |
| ----------------------------- | -------------------------------------------------- | ----------------------------------------------- | --------------------- | ------------ |
| Estados Unidos                |                                                    |                                                 |                       |              |
| Chicago                       | Aeropuerto Internacional O'Hare                    |                                                 | [ 4 ]                 |              |
| Houston                       | Aeropuerto Intercontinental George Bush            |                                                 | [ 5 ]                 |              |
| Los Ángeles                   | Aeropuerto Internacional de Los Ángeles            |                                                 | [ 6 ]                 |              |
| Miami                         | Aeropuerto Internacional de Miami                  |                                                 | [ 5 ]                 |              |
| Newark                        | Aeropuerto Internacional Libertad de Newark        |                                                 | [ 7 ]                 |              |
| Nueva York                    | Aeropuerto Internacional John F. Kennedy           | Finalizado                                      | [ 8 ]                 |              |
| Oakland                       | Aeropuerto de Oakland de la Bahía de San Francisco |                                                 | [ 5 ]                 |              |
| Ontario                       | Aeropuerto Internacional LA/Ontario                |                                                 |                       |              |
| Washington D. C.              | Aeropuerto Internacional de Washington-Dulles      |                                                 | [ 6 ]                 |              |
| México                        | Cancún                                             | Aeropuerto Internacional de Cancún              |                       | [ 9 ]        |
| México                        | Ciudad de México                                   | Aeropuerto Internacional de la Ciudad de México |                       |              |
| Centroamérica                 |                                                    |                                                 |                       |              |
| El Salvador                   | San Salvador                                       | Aeropuerto Internacional de El Salvador         | Centro de operaciones |              |
| Guatemala                     | Ciudad de Guatemala                                | Aeropuerto Internacional La Aurora              |                       | [ 10 ]       |
| Honduras                      | Roatán                                             | Aeropuerto Internacional Juan Manuel Gálvez     | Finalizado            |              |
| Honduras                      | San Pedro Sula                                     | Aeropuerto Internacional Ramón Villeda Morales  |                       | [ 11 ]       |
| Total: 5 países, 14 destinos. |                                                    |                                                 |                       |              |

## Flota
Volaris El Salvador actualmente vuela aviones arrendados de su compañía matriz Volaris; a julio de 2025, la flota tiene un promedio de edad de 3.7 años.